# أوموومي دادا
أوموومي دادا (بالإنجليزية: Omowunmi Dada)‏ (مواليد 2 أكتوبر 1989)، هي مُمثلة نيجيرية.